# Wim Vansevenant
Wim Vansevenant (født 23. december 1971) er en belgisk tidligere professionel cykelrytter, Han er tre gange sluttet sidst i Tour de France (2006, 2007 og 2008). Han er dermed den første rytter i historien, der er sluttede sidst tre gange i Tour de France.

## Tour de France
- 2004 – 140. plads
- 2005 – 154. plads
- 2006 – 139. plads (Røde Lanterne)
- 2007 – 141. plads (Røde Lanterne)
- 2008 – 145. plads (Røde Lanterne)